# Lục quân Xô Viết

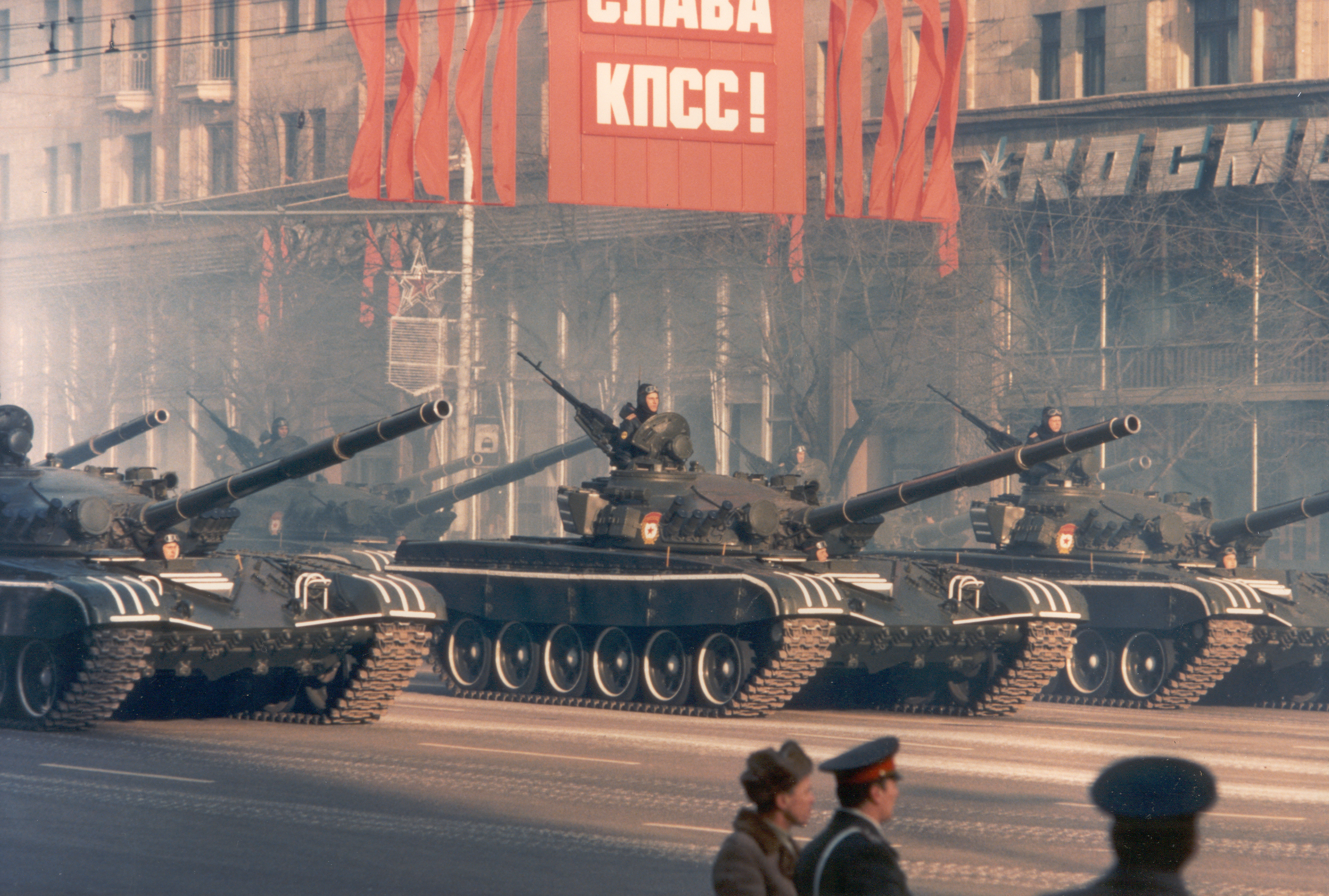
Lục quân Xô Viết duyệt binh năm 1983

Lục quân Xô Viết (tiếng Nga: Cоветские сухопутные войска, đã Latinh hoá: Sovetskiye sukhoputnye voyska, SSV)  là nhánh quân đội lục quân của Lực lượng Vũ trang Liên Xô tồn tại từ tháng 2 năm 1946 cho đến khi Liên Xô ngừng tồn tại vào tháng 12 năm 1991. Lực lượng lục quân của Liên Xô không bị giải thể theo hiến pháp cho đến ngày 25 tháng 12 năm 1993, được thay thế bằng Lục quân của Liên bang Nga.
Cho đến ngày 25 tháng 2 năm 1946, nó được gọi là Hồng quân, được thành lập theo sắc lệnh ngày 15 (28) tháng 1 năm 1918 "để bảo vệ dân số, toàn vẹn lãnh thổ và tự do dân sự trên lãnh thổ của nhà nước Xô Viết". Các Lực lượng Tên lửa Chiến lược, Lực lượng Phòng không và Không quân (xếp thứ nhất, thứ ba và thứ tư trong Lực lượng Vũ trang Liên Xô; Lực lượng Mặt đất giữ vị trí thứ hai) là một phần của Quân đội Liên Xô ngoài Lực lượng Lục quân.

## Sau Thế chiến II
Vào cuối Thế chiến II, Hồng quân có hơn 500 sư đoàn súng trường và khoảng một phần mười số lượng xe tăng. Kinh nghiệm chiến tranh của họ đã cho Liên Xô niềm tin vào lực lượng xe tăng đến mức lực lượng bộ binh bị cắt giảm 2/3. Quân đoàn xe tăng của thời kỳ cuối chiến tranh đã được chuyển đổi thành các sư đoàn xe tăng, và từ năm 1957, các sư đoàn súng trường đã được chuyển đổi thành các sư đoàn súng trường (MRD). MRD có ba trung đoàn súng trường cơ giới và một trung đoàn xe tăng, với tổng số mười tiểu đoàn súng trường và sáu tiểu đoàn xe tăng; phân chia xe tăng có tỷ lệ đảo ngược lại.
Bộ Tư lệnh Lực lượng Lục quân được thành lập lần đầu tiên vào tháng 3 năm 1946. Bốn năm sau nó bị giải tán, chỉ được thành lập lại vào năm 1955. Vào tháng 3 năm 1964, Bộ Tư lệnh lại bị giải tán nhưng được tái tạo vào tháng 11 năm 1967.
Nguyên soái Liên Xô Georgy Zhukov trở thành Tư lệnh Lực lượng Lục quân Liên Xô vào tháng 3 năm 1946, nhưng đã nhanh chóng thành công bởi Ivan Konev vào tháng 7, người vẫn duy trì như vậy cho đến năm 1950, khi vị trí Tư lệnh Lực lượng Lục quân Liên Xô bị bãi bỏ trong 5 năm, một lỗ hổng tổ chức "có lẽ liên quan đến một cách nào đó với Chiến tranh Triều Tiên ". Từ năm 1945 đến 1948, Lực lượng Vũ trang Liên Xô đã giảm từ khoảng 11,3 triệu xuống còn khoảng 2,8 triệu người, việc xuất ngũ được kiểm soát trước tiên, bằng cách tăng số lượng quân khu lên 33, sau đó giảm xuống còn 21 vào năm 1946. Sức mạnh nhân sự của Lực lượng Lục quân đã giảm từ 9,8 triệu xuống còn 2,4 triệu.
Để thiết lập và bảo đảm các lợi ích địa chính trị ở Đông Âu của Liên Xô, quân đội Hồng quân đã giải phóng miền đông châu Âu khỏi ách thống trị của Đức Quốc xã, năm 1945 vẫn duy trì để bảo đảm các chế độ thân Liên Xô ở Đông Âu và bảo vệ chống lại sự tấn công từ châu Âu. Ở những nơi khác, họ có thể đã hỗ trợ NKVD trong việc đàn áp cuộc kháng chiến chống Liên Xô ở Tây Ukraine (1941-55) và các quốc gia Baltic. Quân đội Liên Xô, bao gồm Quân đoàn 39, vẫn ở cảng Arthur và Đại Liên trên bờ biển phía đông bắc Trung Quốc cho đến năm 1955. Kiểm soát vùng này sau đó đã được bàn giao cho chính phủ cộng sản mới của Trung Quốc.
Các lực lượng quân đội Liên Xô trên lãnh thổ Liên Xô đã được phân bổ trong các quân khu. Có 32 quân khu như vậy vào năm 1945. Mười sáu quân khu vẫn còn tồn tại từ giữa những năm 1970 đến cuối Liên Xô (xem bảng bên phải). Tuy nhiên, sự tập trung lớn nhất của Quân đội Liên Xô là trong Nhóm các Lực lượng Liên Xô ở Đức, nơi đã đàn áp cuộc nổi dậy chống Liên Xô năm 1953 ở Đông Đức. Các nhóm lực lượng Đông Âu là Nhóm các lực lượng phía Bắc ở Ba Lan và Nhóm các lực lượng phía Nam ở Hungary, đã đưa vào Cách mạng Hungary năm 1956. Năm 1958, quân đội Liên Xô đã rút khỏi Romania. Nhóm các lực lượng trung tâm ở Tiệp Khắc được thành lập sau sự can thiệp của Hiệp ước Warsaw chống lại Mùa xuân Prague năm 1968. Năm 1969, ở cuối phía đông của Liên Xô, cuộc xung đột biên giới Trung-Xô (1969), đã thúc đẩy thành lập một quân khu thứ 16, Quân khu Trung Á, tại Alma-Ata, Kazakhstan. Năm 1979, Liên Xô đã vào Afghanistan, để hỗ trợ chính phủ Cộng sản của nó, kích động một cuộc kháng chiến du kích mujahideen Afghanistan kéo dài 10 năm.